# Station Crowhurst
Crowhurst is een spoorwegstation van National Rail in Rother in Engeland. Het station is eigendom van Network Rail en wordt beheerd door Southeastern. 